# Gerdshagen
Gerdshagen é um município da Alemanha, situado no distrito de Prignitz, no estado de Brandemburgo. Tem 22,55 km² de área, e sua população em 2019 foi estimada em 502 habitantes.